# بارتي شارما
بارتي شارما (بالإنجليزية: Bharti Sharma)‏ هي ممثلة هندية، ولدت في 15 أكتوبر 1961.